# USS Burrfish (SS-312)
USS Burrfish (SS/SSR-312) là một  tàu ngầm lớp Balao từng phục vụ cùng Hải quân Hoa Kỳ trong Chiến tranh Thế giới thứ hai. Nó là chiếc tàu chiến duy nhất của Hải quân Hoa Kỳ được đặt cái tên này, theo tên một loài thuộc họ Cá nóc nhím. Nó đã phục vụ trong suốt Thế Chiến II, thực hiện tổng cộng sáu chuyến tuần tra, đánh chìm một tàu chở dầu Nhật Bản với tải trọng 5.894 tấn. Được cho ngừng hoạt động sau khi xung đột chấm dứt vào năm 1946, nó được huy động trở lại để được cải biến thành một tàu ngầm cột mốc radar SSR-312, rồi tiếp tục phục vụ trong cuộc Chiến tranh Lạnh từ năm 1948 đến năm 1956. Con tàu được chuyển giao cho Canada để tiếp tục hoạt động như là chiếc HMCS Grilse (SS 71) trong vai trò tàu huấn luyện từ năm 1961 đến năm 1969; nó được hoàn trả cho Hoa Kỳ và bị đánh chìm như một mục tiêu ngoài khơi California vào năm 1969. Burrfish được tặng thưởng năm Ngôi sao Chiến trận do thành tích phục vụ trong Thế Chiến II.

## Thiết kế và chế tạo
Thiết kế của lớp Balao được cải tiến dựa trên  tàu ngầm lớp Gato dẫn trước, là một kiểu tàu ngầm hạm đội có tốc độ trên mặt nước cao, tầm hoạt động xa và vũ khí mạnh để tháp tùng hạm đội chiến trận. Khác biệt chính so với lớp Gato là ở cấu trúc lườn chịu áp lực bên trong dày hơn, và sử dụng thép có độ đàn hồi cao (HTS: High-Tensile Steel), cho phép lặn sâu hơn đến 400 ft (120 m). Con tàu dài 311 ft 9 in (95,02 m) và có trọng lượng choán nước 1.526 tấn Anh (1.550 t) khi nổi và 2.424 tấn Anh (2.463 t) khi lặn. Chúng trang bị động cơ diesel dẫn động máy phát điện để cung cấp điện năng cho bốn động cơ điện, đạt được công suất 5.400 shp (4.000 kW) khi nổi và 2.740 shp (2.040 kW) khi lặn, cho phép đạt tốc độ tối đa 20,25 hải lý trên giờ (37,50 km/h) và 8,75 hải lý trên giờ (16,21 km/h) tương ứng. Tầm xa hoạt động là 11.000 hải lý (20.000 km) khi đi trên mặt nước ở tốc độ 10 hải lý trên giờ (19 km/h) và có thể hoạt động kéo dài đến 75 ngày.
Tương tự như lớp Gato dẫn trước, lớp Balao được trang bị mười ống phóng ngư lôi 21 in (530 mm), gồm sáu ống trước mũi và bốn ống phía phía đuôi tàu, chúng mang theo tối đa 24 quả ngư lôi. Vũ khí trên boong tàu gồm một hải pháo 4 inch/50 caliber, một khẩu pháo phòng không Bofors 40 mm nòng đơn và một khẩu đội Oerlikon 20 mm nòng đôi, kèm theo hai súng máy .50 caliber. Trên tháp chỉ huy, ngoài hai kính tiềm vọng, nó còn trang bị ăn-ten radar SD phòng không và SJ dò tìm mặt biển. Tiện nghi cho thủy thủ đoàn bao gồm điều hòa không khí, thực phẩm trữ lạnh, máy lọc nước, máy giặt và giường ngủ cho hầu hết mọi người, giúp họ chịu đựng cái nóng nhiệt đới tại Thái Bình Dương cùng những chuyến tuần tra kéo dài đến hai tháng rưỡi.
Con tàu thoạt tiên được dự định đặt tên Arnillo, nhưng được đổi tên thành Burrfish vào ngày 24 tháng 9, 1942 trước khi được đặt lườn tại Xưởng hải quân Portsmouth ở Kittery, Maine vào ngày 24 tháng 2, 1943. Nó được hạ thủy vào ngày 18 tháng 6, 1943, được đỡ đầu bởi cô Jane Elizabeth Davis, con gái Thượng nghị sĩ James J. Davis thuộc bang Pennsylvania, và được cho nhập biên chế cùng Hải quân Hoa Kỳ vào ngày 14 tháng 9, 1943 dưới quyền chỉ huy của Hạm trưởng, Thiếu tá Hải quân William Beckwith Perkins, Jr.

## Lịch sử hoạt động

### USSBurrfish

#### 1944 - 1946
Trong giai đoạn từ ngày 2 tháng 2, 1944 đến ngày 13 tháng 5, 1945, Burrfish thực hiện sáu chuyến tuần tra trong phạm vi trải dài từ khu vực Tây quần đảo Caroline cho đến Đài Loan và vùng biển phía Nam chính quốc Nhật Bản. Trong chuyến tuần tra thứ ba, nó thực hiện nhiều nhiệm vụ đặc biệt, và tiến hành trinh sát các bãi biển tại chuẩn bị cho các kế hoạch đổ bộ. Nó đã đánh chìm tàu chở dầu Đức Rossbach (5.894 tấn) tại vùng biển Nhật Bản vào ngày 7 tháng 5, 1944, và cùng với tàu ngầm chị em Ronquil (SS-396) đánh chìm một tàu tuần tra 200 tấn vào ngày 17 tháng 11, 1944.
Về đến Trân Châu Cảng sau chuyến tuần tra cuối cùng vào ngày 13 tháng 5, 1945, Burrfish lên đường ba ngày sau đó quay trở về Hoa Kỳ để được đại tu, về đến Xưởng hải quân Portsmouth vào ngày 19 tháng 6. Sau khi Nhật Bản chấp nhận đầu hàng vào ngày 15 tháng 8, giúp chấm dứt vĩnh viễn cuộc xung đột, nó đi đến Căn cứ Tàu ngầm Hải quân New London tại New London, Connecticut vào ngày  12 tháng 10 để ngừng hoạt động, rồi được cho xuất biên chế vào ngày 10 tháng 10, 1946, và được đưa về Hạm đội Dự bị Đại Tây Dương.

#### 1948 - 1956
Burrfish được cho nhập biên chế trở lại vào ngày 2 tháng 11, 1948, và đi vào Xưởng hải quân Portsmouth để được cải biến thành một tàu ngầm cột mốc radar; nó được xếp lại lớp với ký hiệu lườn mới SSR-312 vào ngày 27 tháng 1, 1949 và hoàn tất việc cải biến vào tháng 11, 1949. Nó quay trở lại phục vụ cùng hạm đội vào ngày 7 tháng 2, 1950 và được phân về Hải đội Tàu ngầm 6 tại Norfolk, Virginia. Trong giai đoạn từ tháng 2, 1950 đến tháng 6, 1956, nó đã thực hiện bốn lượt biệt phái sang phục vụ cùng Đệ Lục hạm đội tại Địa Trung Hải, tham gia nhiều cuộc tập trận, và hoạt động như tàu cột mốc radar dọc theo vùng bờ Đông.
Vào ngày 5 tháng 6, 1956, Burrfish được chuyển từ Norfolk đến New London và chuẩn bị ngừng hoạt động. Nó được cho xuất biên chế vào ngày 17 tháng 12, 1956, và tiếp tục được đưa về Hạm đội Dự bị Đại Tây Dương.

### HMCSGrilse(SS 71)
Vào cuối thập niên 1950, Hải quân Hoàng gia Canada mong muốn tái lập lực lượng tàu ngầm, và cần có một tàu ngầm làm nhiệm vụ huấn luyện như là giải pháp tạm thời trong khi chờ đợi việc mua sắm. Hải quân Hoa Kỳ đề nghị họ xem xét mười tàu ngầm đang trong thành phần dự bị, và Burrfish đã được chọn. Một thỏa thuận chính thức cho Canada thuê lại con tàu được Nội các Canada chấp nhận và được Quốc hội Hoa Kỳ phê chuẩn vào tháng 5, 1960. Thỏa thuận có thời hạn 5 năm và bao gồm chi phí 1.764.000 Đô la Mỹ để tái kích hoạt và cải biến con tàu.
Vào mùa Thu năm 1960, thủy thủ đoàn Canada được gửi đến New London, Connecticut để huấn luyện, và Burrfish được cho tái biên chế trở lại vào ngày 17 tháng 1, 1961 như là chiếc SS-312. Nó rút biên chế khỏi Hải quân Hoa Kỳ, đồng thời nhập biên chế cùng Hải quân Hoàng gia Canada như là chiếc HMCS Grilse (SS 71) vào ngày 11 tháng 5, 1961, trở thành chiếc tàu chiến thứ hai của Canada được đặt cái tên này. Grilse tiến hành chạy thử máy huấn luyện trong một tháng trước khi chuyển đến cảng nhà mới tại Esquimalt, British Columbia, đến nơi vào ngày 14 tháng 7, 1961.
Grilse được Hải quân Hoàng gia Canada sử dụng như một tàu huấn luyện cho hoạt động chống tàu ngầm tại vùng bờ biển Thái Bình Dương. Tuy nhiên nó không có được tốc độ như những tàu ngầm hiện đại, và vũ khí cùng cảm biến của nó không phù hợp cho nhiệm vụ chống tàu ngầm. Vì vậy nó dành phần lớn thời gian để phục vụ như mục tiêu giả lập thụ động để huấn luyện hạm tàu nổi và máy bay chống ngầm. Con tàu đã tham gia các cuộc tập trận phối hợp giữa Hải quân/Không quân Hoàng gia Canada và thực hành phối hợp Hoa Kỳ/Canada tại Thái Bình Dương.
Đến tháng 5, 1966, thỏa thuận thuê tàu được triển hạn thêm 5 năm với giá trị 1 triệu Đô-la, và Grilse trải qua một đợt tái trang bị vào năm 1967 với phí tổn hết 1,2 triệu Đô-la. Vào mùa Xuân năm 1968, con tàu thực hiện một chuyến đi sang Nhật Bản, nơi nó huấn luyện phối hợp cùng các đơn vị thuộc Lực lượng Phòng vệ Biển Nhật Bản và Hải quân Hoa Kỳ. Đến năm 1968, Hải quân Hoàng gia Canada được đề nghị một  tàu ngầm lớp Tench hiện đại hơn, và HMCS Rainbow (SS 75) đã được mua nhằm thay thế cho Grilse trong hoạt động tại vùng bờ Tây.
Sau khi Rainbow đã sẵn sàng, Grilse được cho ngừng hoạt động. Một số thiết bị hiện đại của Grilse được chuyển cho Rainbow, nhưng Grilse vẫn giữ khả năng hoạt động bình thường theo điều kiện giới hạn của thỏa thuận thuê tàu. Nó được hoàn trả cho Hoa Kỳ vào tháng 9, 1969.
Tên cùa Burrfish được cho rút khỏi danh sách Đăng bạ Hải quân Hoa Kỳ vào ngày 19 tháng 7, 1969, và con tàu bị đánh chìm như một mục tiêu ngoài khơi đảo San Clemente, California vào ngày 19 tháng 11, 1969.

## Phần thưởng
Burrfish được tặng thưởng năm Ngôi sao Chiến trận do thành tích phục vụ trong Thế Chiến II. Nó được ghi công đã đánh chìm một tàu chở dầu Nhật Bản với tải trọng 5.894 tấn.
|  |             |  |
|  | Silver star |  |

| Dãi băng Hoạt động Tác chiến  |                                                                         |                                      |
| Huân chương Chiến dịch Hoa Kỳ | Huân chương Chiến dịch Châu Á-Thái Bình Dương với 5 Ngôi sao Chiến trận | Huân chương Chiến thắng Thế Chiến II |